# سينغ (قهاب رستاق)
سینغ (بالفارسية: سینگ) هي مستوطنة تقع في إيران في قسم قهاب رستاق الريفي. يقدر عدد سكانها بـ 40 نسمة بحسب إحصاء 2016.